# MT Sanchi
Sanchi – zbiornikowiec klasy Suezmax pływający ostatnio pod banderą panamską, którego ostatnim armatorem był National Iranian Tanker Company (NITC). 6 stycznia 2018 Sanchi, wiozący ładunek 136 000 ton (960 000 baryłek) kondensatu gazu ziemnego z Iranu do Korei Południowej, zderzył się 300 km od Szanghaju z masowcem CF Crystal płynącym pod banderą hongkońską. Tankowiec wskutek zderzenia zapalił się i eksplodował, po czym zatonął 14 stycznia. Wszyscy 32 członkowie załogi zostali uznani za martwych lub zaginionych (odnaleziono 3 ciała). Załoga CF Crystal została uratowana, a statek został doprowadzony do portu.